# Kim Bôi
Kim Bôi là một huyện cũ nằm ở phía đông tỉnh Hòa Bình, Việt Nam. Địa phương này nổi tiếng với suối nước khoáng được khai thác với thương hiệu suối nước nóng Kim Bôi.

## Địa lý
Huyện Kim Bôi nằm ở phía đông của tỉnh Hòa Bình, có vị trí địa lý:
- Phía đông và đông nam giáp huyện Lạc Thủy
- Phía tây giáp thành phố Hòa Bình và huyện Cao Phong
- Phía nam giáp huyện Lạc Sơn và huyện Yên Thủy
- Phía bắc và đông bắc giáp huyện Lương Sơn.[3]

Huyện có diện tích 551,03 km², dân số năm 2019 là 120.140 người, mật độ dân số đạt 218 người/km².
Trên địa bàn huyện có các núi Đồi Thơi cao 1.198m, Đồi Bù cao 833m. Sông Bôi chảy dọc theo địa bàn huyện theo hướng tây bắc - đông nam. Ngoài ra, huyện còn có nguồn suối nước khoáng nóng ở phía tây bắc thị trấn Bo.

## Lịch sử
Huyện Kim Bôi được tách ra từ huyện Lương Sơn theo Nghị định số 153-TTg, ngày 17 tháng 4 năm 1959 của Thủ tướng Chính phủ. Khi mới thành lập, huyện bao gồm 22 xã: Bắc Sơn, Bình Sơn, Đông Bắc, Dũng Tiến, Hạ Bì, Hợp Đồng, Hợp Kim, Hùng Tiến, Kim Bình, Kim Bôi, Kim Sơn, Kim Tiến, Kim Truy, Lập Chiệng, Nật Sơn, Sơn Thủy, Thượng Bì, Thượng Tiến, Trung Bì, Tú Sơn, Vĩnh Đồng, Vĩnh Tiến.
Theo Quyết định số 211-NV ngày 7 tháng 12 năm 1963 của Bộ Nội vụ, chia xã Dũng Tiến thành 3 xã: Nuông Dăm, Mỵ Hòa, Sào Báy; chia xã Kim Truy thành 3 xã: Cuối Hạ, Kim Truy, Nam Thượng; chia xã Tú Sơn thành 2 xã: Đú Sáng, Tú Sơn. Huyện Kim Bôi có 27 xã trực thuộc.
Ngày 13 tháng 7 năm 1967, thị trấn nông trường Thanh Hà được thành lập theo Quyết định số 269-NV của Bộ Nội vụ.
Ngày 26 tháng 11 năm 1970, chuyển 8 xã: Thanh Nông, Hợp Thanh, Thanh Lương, Cao Thắng, Cao Dương, Hợp Châu, Long Sơn, Tân Thành thuộc huyện Lương Sơn về huyện Kim Bôi quản lý.
Ngày 27 tháng 12 năm 1975, Huyện Kim Bôi thuộc tỉnh Hà Sơn Bình, bao gồm thị trấn nông trường Thanh Hà và 35 xã: Bắc Sơn, Bình Sơn, Cao Dương, Cao Thắng, Cuối Hạ, Đông Bắc, Đú Sáng, Hạ Bì, Hợp Châu, Hợp Đồng, Hợp Kim, Hợp Thanh, Hùng Tiến, Kim Bình, Kim Bôi, Kim Sơn, Kim Tiến, Kim Truy, Lập Chiệng, Long Sơn, Mị Hòa, Nam Thượng, Nật Sơn, Nuông Dăm, Sào Báy, Sơn Thủy, Tân Thành, Thanh Lương, Thanh Nông, Thượng Bì, Thượng Tiến, Trung Bì, Tú Sơn, Vĩnh Đồng, Vĩnh Tiến.
Ngày 27 tháng 3 năm 1978, sáp nhập 2 xã Thượng Bì và Trung Bì vào xã Hạ Bì; thành lập thị trấn Bo, thị trấn huyện lỵ huyện Kim Bôi trên cơ sở một phần diện tích, dân số của hai xã Hạ Bì và Kim Bình.
Ngày 12 tháng 8 năm 1991, Huyện Kim Bôi thuộc tỉnh Hòa Bình vừa tái lập, bao gồm 2 thị trấn và 33 xã.
Ngày 27 tháng 3 năm 1999, giải thể thị trấn nông trường Thanh Hà; thành lập thị trấn Thanh Hà trên cơ sở một phần diện tích và dân số của xã Thanh Nông; chia xã Hạ Bì thành 3 xã: Thượng Bì, Trung Bì, Hạ Bì.
Huyện Kim Bôi có 2 thị trấn và 35 xã.
Ngày 14 tháng 7 năm 2009, Chính phủ ban hành Nghị quyết số 31/NQ-CP về việc điều chỉnh địa giới hành chính huyện Kim Bôi. Theo đó:
- Chuyển các xã: Hợp Thanh, Thanh Lương, Cao Thắng, Cao Dương, Hợp Châu, Long Sơn, Tân Thành về huyện Lương Sơn quản lý (nay 7 xã này đã sáp nhập thành 3 xã: Cao Dương, Thanh Cao và Thanh Sơn)
- Chuyển thị trấn Thanh Hà và xã Thanh Nông về huyện Lạc Thủy quản lý (nay là thị trấn Ba Hàng Đồi).

Huyện Kim Bôi còn lại 1 thị trấn và 27 xã.
Ngày 17 tháng 12 năm 2019, Ủy ban Thường vụ Quốc hội ban hành Nghị quyết số 830/NQ-UBTVQH14 về việc sắp xếp các đơn vị hành chính cấp huyện, cấp xã thuộc tỉnh Hòa Bình (nghị quyết có hiệu lực từ ngày 1 tháng 1 năm 2020). Theo đó: 
- Sáp nhập 2 xã Hạ Bì và Kim Bình vào thị trấn Bo
- Sáp nhập 3 xã Hùng Tiến, Bắc Sơn, Nật Sơn thành xã Hùng Sơn
- Sáp nhập 3 xã: Kim Sơn, Lập Chiệng, Hợp Kim thành xã Kim Lập
- Sáp nhập 3 xã Thượng Bì, Trung Bì, Sơn Thủy thành xã Xuân Thủy
- Sáp nhập 2 xã Hợp Đồng và Thượng Tiến thành xã Hợp Tiến
- Sáp nhập 2 xã Kim Tiến và Kim Truy vào xã Kim Bôi.

Huyện Kim Bôi có 1 thị trấn và 16 xã như hiện nay.

## Hành chính
Huyện Kim Bôi có 17 đơn vị hành chính cấp xã trực thuộc, bao gồm thị trấn Bo (huyện lỵ) và 16 xã: Bình Sơn, Cuối Hạ, Đông Bắc, Đú Sáng, Hợp Tiến, Hùng Sơn, Kim Bôi, Kim Lập, Mỵ Hòa, Nam Thượng, Nuông Dăm, Sào Báy, Tú Sơn, Vĩnh Đồng, Vĩnh Tiến, Xuân Thủy.

## Giao thông

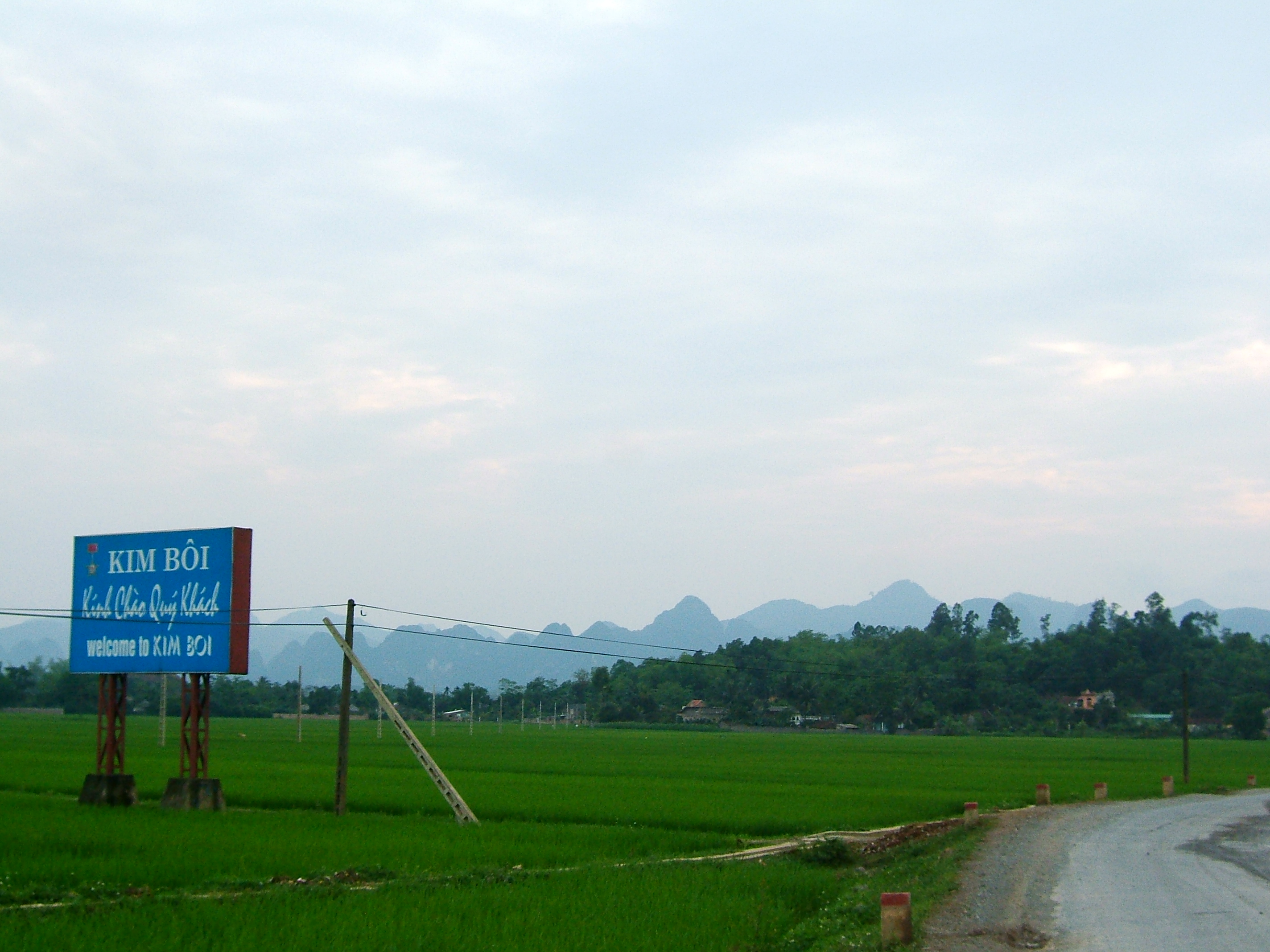
Đường vào khu Kim Bôi

Ngày trước, giao thông chưa phát triển, Kim Bôi là vùng sâu ít người sinh sống, khai khẩn. Người Mường có câu: "Yêu nhau cho thịt cho xôi/Ghét nhau đưa đến Kim Bôi, Hạ Bì" với hàm ý Kim Bôi là vùng đất khó sinh sống.
Ngày nay, hệ thống giao thông đường bộ phát triển thuận lợi. Đường tỉnh 12B nối quốc lộ 21A (tại thị trấn Ba Hàng Đồi, huyện Lạc Thủy) với quốc lộ 6 (tại đỉnh Cun, huyện Cao Phong) chạy dọc địa bàn huyện theo hướng đông nam tây bắc.

## Làng nghề
Kim Bôi là huyện có mật độ dân cư lớn nhất trong số tất cả các huyện, thị của 9 tỉnh giáp ranh (có đơn vị huyện liền kề thủ đô). Cũng vì thế mà giao thương, buôn bán, trao đổi hàng hóa của huyện chưa đạt được mức độ cao nên làng nghề thủ công ít. Thêm vào đó là địa hình đồi núi một số nơi là núi đá vôi, giao thông đi lại khó khăn cũng phần nào cản trở đến sự phát triển kinh tế của huyện. Hoạt động sản xuất trong huyện chủ yếu là nông nghiệp với các sản phẩm như: nhãn, bưởi, cam, bí ngô, khoai, mía, trâu, lợn, dê...